# تقاطع (فیلم ۲۰۱۲)
تقاطع (انگلیسی: Junction) یک فیلم دلهره‌آور آمریکایی محصول سال ۲۰۱۲ به نویسندگی و کارگردانی تونی گلیزر با بازی نیل بلدسو، سامر کروکت مور، تام پلفری و هریس دوران است.
این فیلم در ۱۴ جولای ۲۰۱۲ در ایالات متحده اکران شد.

## داستان
چهار معتاد متعصب - دونالد (بلدسو)، کاری (مور)، دیوید (پلفری) و اسپات (دوران) که ناامید از به دست آوردن مواد مخدر هستند - وارد یک خانه مجلل در حومه شهر می‌شوند و به دنبال تلویزیون صفحه تختی می‌گردند که فروشنده آنها درخواست کرده بود. (رویویوار). در طول دزدی، اسپات و دونالد یک راز تاریک در مورد صاحبان خانه کشف می‌کنند که چهار معتاد به مواد مخدر را در مقابل یکدیگر و پلیس (زایاس و اوکیف) قرار می‌دهد. 